# Lotte Kiærskou
Lotte Faldborg Kiærskou (ur. 23 czerwca 1975 roku w Frederikshavn), była duńska piłkarka ręczna, wielokrotna reprezentantka kraju. Grała na pozycji rozgrywającej. Wraz z reprezentacją Danii zdobyła dwukrotnie złoty medal olimpijski w 2000 roku w Sydney i w 2004 roku w Atenach. W latach 2005–2006 miała przerwę w grze ze względu na macierzyństwo. Karierę sportową zakończyła w 2007 roku. Była także asystentką trenera duńskiego Randers HK w sezonie 2007/2008.

## Sukcesy

### Reprezentacyjne

#### Igrzyska Olimpijskie
- (2000, 2004)

#### Mistrzostwa Europy
- (1998)

### Klubowe

#### Mistrzostwa Danii
- (2004)

#### Puchar Danii
- (2003

#### Puchar EHF
- (2004)

## Życie prywatne
Od 2006 r. żyje w homoseksualnym związku z Rikke Skov, duńska piłkarką ręczną. W 2011 r. obie zawodniczki zdecydowały się zarejestrować swój związek. Mają dwie córki: Karoline (ur. 2006) i Anna (ur. 2008).